# AgustaWestland AW101
El AgustaWestland AW101, denominado EH101 hasta junio de 2007, es un helicóptero militar mediano que también es comercializado para uso civil. El EH101 fue desarrollado como un proyecto conjunto entre la británica Westland Aircraft y la italiana Leonardo (anteriormente AgustaWestland, que se fusionó con la nueva Finmeccanica, que cambió su nombre a Leonardo a partir de 2017). Este helicóptero es producido en las fábricas que esta última posee en Yeovil (Inglaterra) y Vergiate (Italia). El sobrenombre Merlin es usado para los AW101 en los servicios militares británico, danés y portugués.

## Desarrollo
En la primavera de 1977, aún en pleno período histórico de la Guerra Fría, el Ministerio de Defensa británico emitió los requerimientos de un helicóptero para la guerra antisubmarina y así reemplazar a los relativamente envejecidos Westland Sea Kings. de la Real Armada Británica (Royal Navy). Westland respondió con un diseño tentativo de código WG.34, cuyo desarrollo fue finalmente aprobado. Mientras tanto, la Marina Militare (Armada de Italia) también estaba buscando un reemplazo para sus Sea Kings (construidos por Agusta bajo licencia oficial de la estadounidense Sikorsky Aircraft), por lo que tuvieron lugar algunos intercambios de ideas acerca de un eventual trabajo coordinado en el nuevo helicóptero. Finalmente se culminó en un emprendimiento conjunto (joint venture) firmado a partir de noviembre de 1979, que derivó en la conformación de una nueva empresa (EH Industries Limited, [EHI], basada en Londres) desde junio de 1980, la cual sería la encargada de la administración del entonces nuevo proyecto.
A medida que los estudios de diseño progresaban, EHI se dio cuenta de que, a pesar de sus limitaciones intrínsecas, existía un mercado un poco mayor para las prestaciones requeridas por las Armada británica e italiana. El 12 de junio de 1981, el Reino Unido confirmó su participación, con un presupuesto inicial de 20 mil millones  de libras esterlinas para desarrollar nueve ejemplares de preproducción.
En la edición de 1985 del exhibición aeronáutica de Le Bourget en París, Agusta mostró una versión de tamaño natural de la versión utilitaria del entonces nuevo helicóptero, que llevaría a un diseño más genérico y más fácilmente adaptable a las eventuales variantes que se del mismo. Luego de una larga etapa de desarrollo, el primer prototipo voló el 9 de octubre de 1987. EHI cambió su nombre a AgustaWestland International Limited en enero de 2004, cuando sus respectivas compañías matrices se fusionaron. En consecuencia en junio de 2007 el EH101 fue renombrado como AW101.

## Diseño

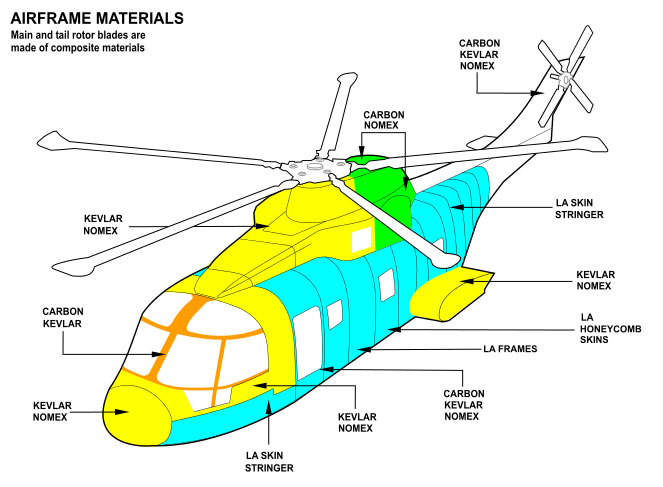
Diagrama del fuselaje del AW101.

La estructura modular del fuselaje del AW101, de una aleación de aluminio y litio (Al-Li), es resistente a los impactos; además, posee varias vías primarias y secundarias para carga y descarga en caso de accidente. Además posee una técnica de compensación de las vibraciones, denominada ACSR (Active vibration Control of the Structural Response), para así reducir la fatiga a la que es expuesto el armazón (airframe) del fuselaje. El AW101 puede nominalmente operar entre temperaturas relativamente extremas, en el rango de los -40 C° hasta los 50°. Sus neumáticos de alta flotabilidad le permiten operar en terrenos suaves o ásperos. Las aspas del rotor principal derivan del diseño BERP, el cual incrementa la eficiencia aerodinámica de los extremos de ellas, además de generar un poco menos ruido que los rotores convencionales.
La cabina está equipada con asientos blindados para la tripulación y puede resistir un impacto de una velocidad del orden de los 10 m/s. Posee controles de vuelo duales, aunque el EH-101 puede ser pilotado por una única persona. Entre el instrumental de la cabina, los pilotos disponen de seis pantallas de alta definición a todo color, y opcionalmente pueden contar con una adicional destinada a brindar datos sobre las diferentes misiones. Adicionalmente se puede instalar un mapa digital y una pantalla para un eventual sistema FLIR.

### Propulsión

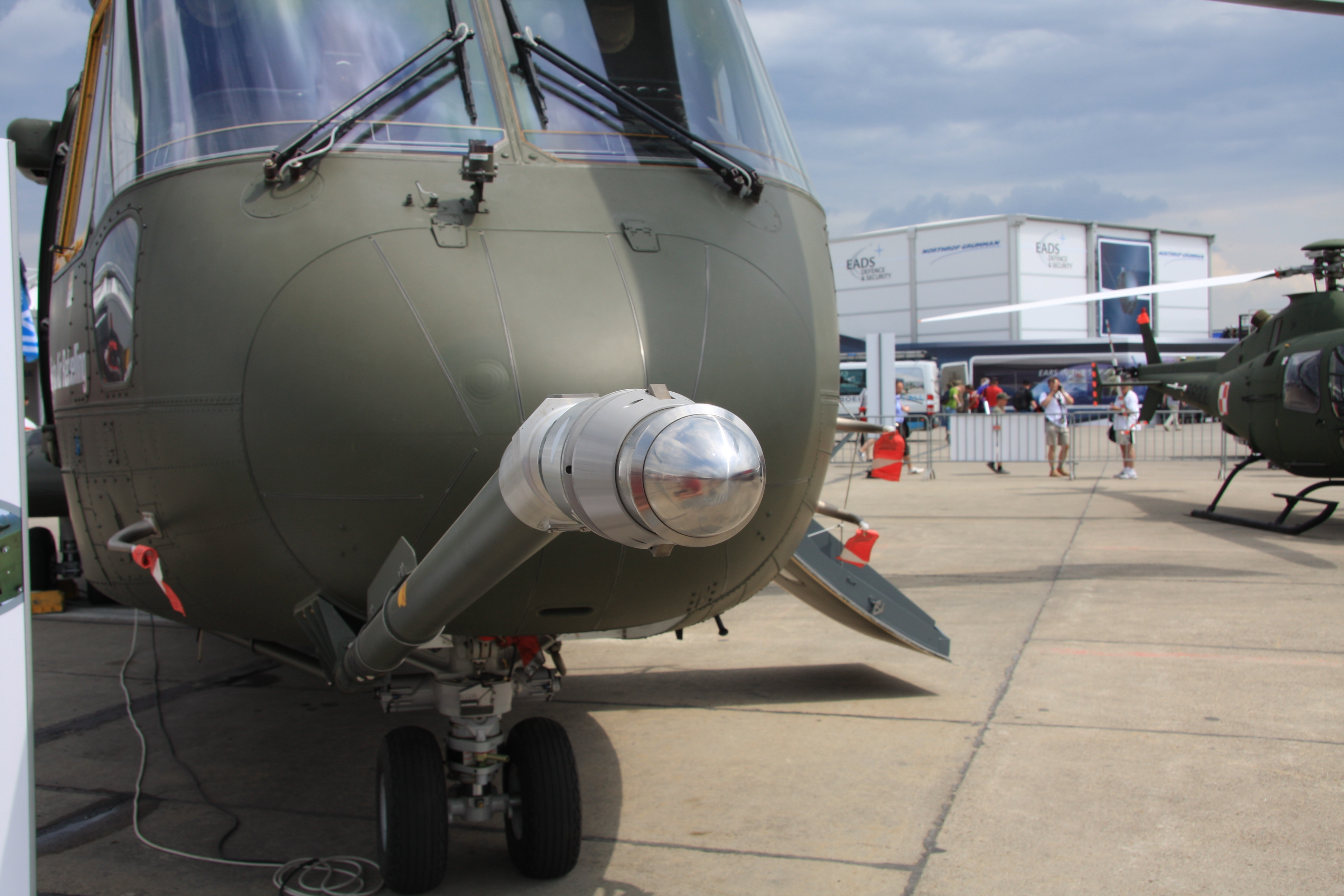
la sonda de repostaje en vuelo

La versión militar del AW101 está impulsado por tres motores de turboeje (turboshaft) Rolls-Royce Turbomeca RTM322 (los mismos usados en los AH-64 Apache) producidos bajo licencia en el Reino Unido (usados también por los AW101s japoneses, daneses y portugueses), o tres motores General Electric CT7-6, de 1.491 kW cada uno (aeronaves italianas, canadienses, y de la TMP del Japón).
Los sistemas separadores de partículas de las entradas de los motores brindan una particular protección cuando el helicóptero es operado en ambientes arenosos. Cada uno de los tres motores dispone de su propio tanque autosellante de combustible, de 1.074 litros y con bombas de inyección dobles. Un cuarto tanque de combustible actúa como reservorio auxiliar, llenando los tanque principales durante el vuelo; mientras que se puede agregar un quinto tanque para incrementar la autonomía, así como la aeronave también puede ser reabastecida en el aire. Los motores propulsan un rotor principal de 18,59 metros de diámetro, el cual posee cinco aspas. Estas están construida en fibra de carbono con nomex; la estructura interna de ellas tiene una estructura de panal de abeja, derivando en un muy buen balance entre peso y resistencia. Los extremos de las mismas, de diseño especial BERP, están hechos de una resistente aleación de titanio. El control computarizado de la potencia de sus motores mediante la EECU (Electronic Engine Control Unit) de la aeronave, le permiten al AW101 volar de manera confiable frente a vientos de más de 80 km/h.

### Armamento y sistemas defensivos
Algunas variantes militares incluyen in dispositivo FLIR (Forward looking infrared, “infrarrojo frontal”). El AW101 (excluyendo a la variante ASM MK1) está equipado con chaffs contra los eventuales radares enemigos, dispensadores de bengalas (contra misiles termodirigidos o seguidores de calor), contramedidas infrarrojas dirigidas (generadores de interferencias o, en inglés, jammers), medidas de apoyo electrónico (Electronic Support Measures, ESM), en la forma de cabezales de radiofrecuencia), además de un sistema láser de detección y alerta.
Posee dos soportes para montar armas, sobre los que el modelo HM Mk1 puede transportar cuatro torpedos Sting Ray o cargas de profundidad Mk 11 Mod 3, aunque por el momento aún no puede alojar los misiles Sea Skua. Las variantes Mk1, Mk3 y 3a soportan el montaje de ametralladoras multipropósito en cinco puntos distintos de la cabina principal, apuntando a través de aperturas en puertas y ventanas.

### Sistemas de carga

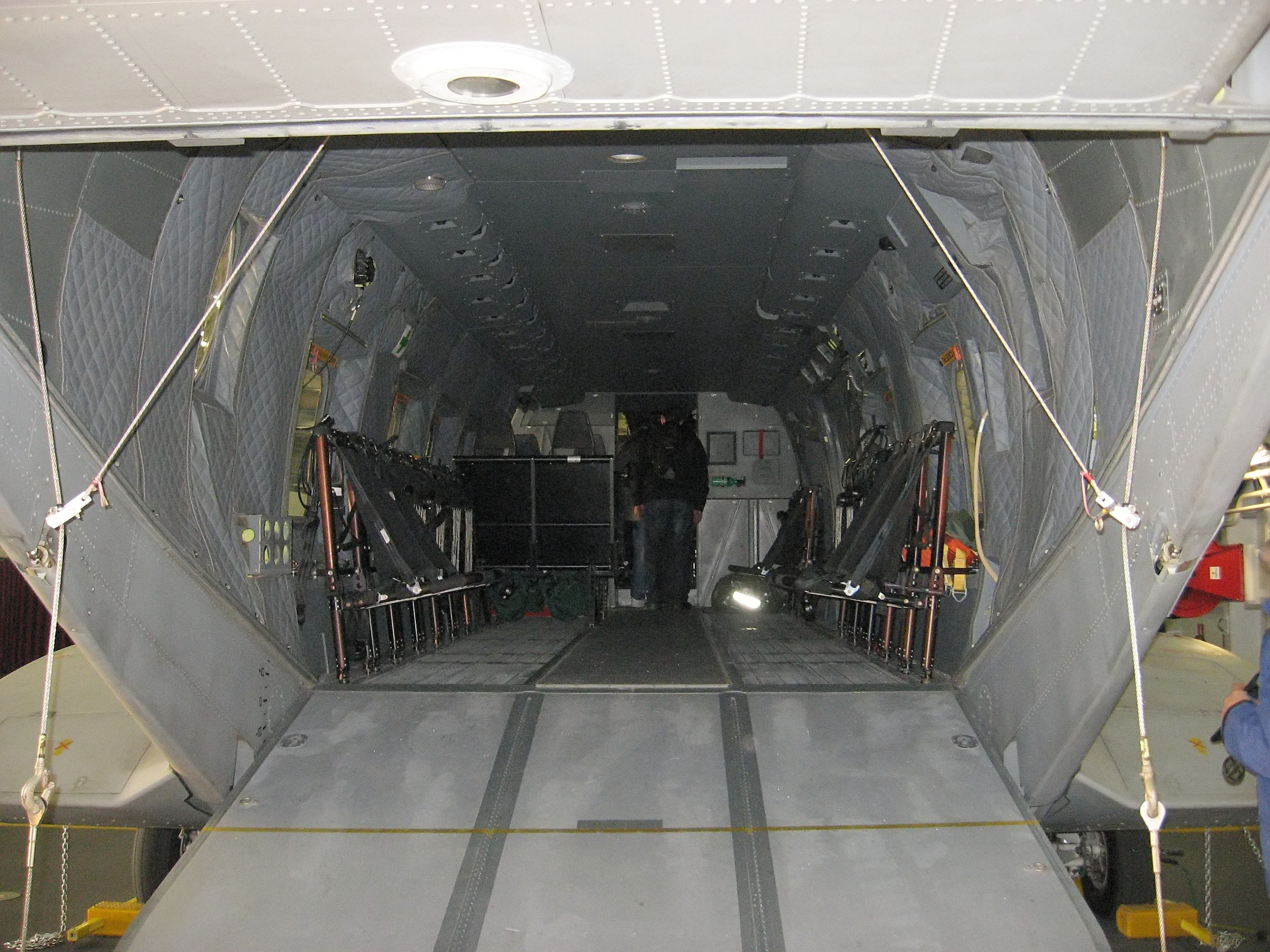
Interior de un EH101 visto desde la rampa trasera de carga.

El fuselaje del AW101 tiene un volumen interno de 31,91m³ y la bodega o el compartimiento de carga tiene 6,5 metros de longitud, 2,3 m de ancho y 1,91 m de altura. La versión militar del AW101 puede alojar hasta a 24 soldados sentados (o 45 parados), junto al equipo de cada uno. Las cargas alternativas incluyen un equipo médico de evacuación con 16 camillas y pallets.
La rampa (de 1,91 m x 2,3 m) puede recibir una carga de 3.050 kg, permitiendo así alojar un vehículos mediano del tamaño de un Land Rover. Un gancho de carga debajo del fuselaje permita transportar cargas externas de hasta 5440 kg, mediante el uso del sistema conocido como SACRU (Semi Automatic Cargo Release Unit, “unidad de liberación de carga semiautomática”). En la compuerta de carga se encuentra un sistema de izado para el rescate de personas, junto al mecanismo controlador del mismo.

### Aviónica
El AW101 incluye un sistema GPS y otro de navegación inercial VHF (de muy alta frecuencia), alcance radial omnidireccional Omnidirectional Radio range, VOR), sistema de aterrizaje por instrumentos (Instrument Landing System, ILS), aeronavegación táctica (Tactical Air Navigation, TACAN) y búsqueda de dirección automática. Los MK1 y los MK3 están equipados con un DVS (Doppler Velocity System), para uso exclusivo cuando los instrumentos convencionales de medición de presión (llamados pitot) brindan indicaciones evidentemente inexactas, producto de una falla en los medidores de la velocidad externa del aire. El AW101 está equipado con una avanzada aviónica general y para la guía de misiones. El sistema de control automático de vuelo provee de un redundante control digital dual, que contribuye a la autoestabilización de la aeronave mediante cuatro ejes.

## Componentes del AW101 Merlin Mk4/4A

### Electrónica
| Sistema      | País | Fabricante | Notas           |
| ------------ | ---- | ---------- | --------------- |
| Red de datos |      |            | AFDX, ARINC 429 |

### Armamento

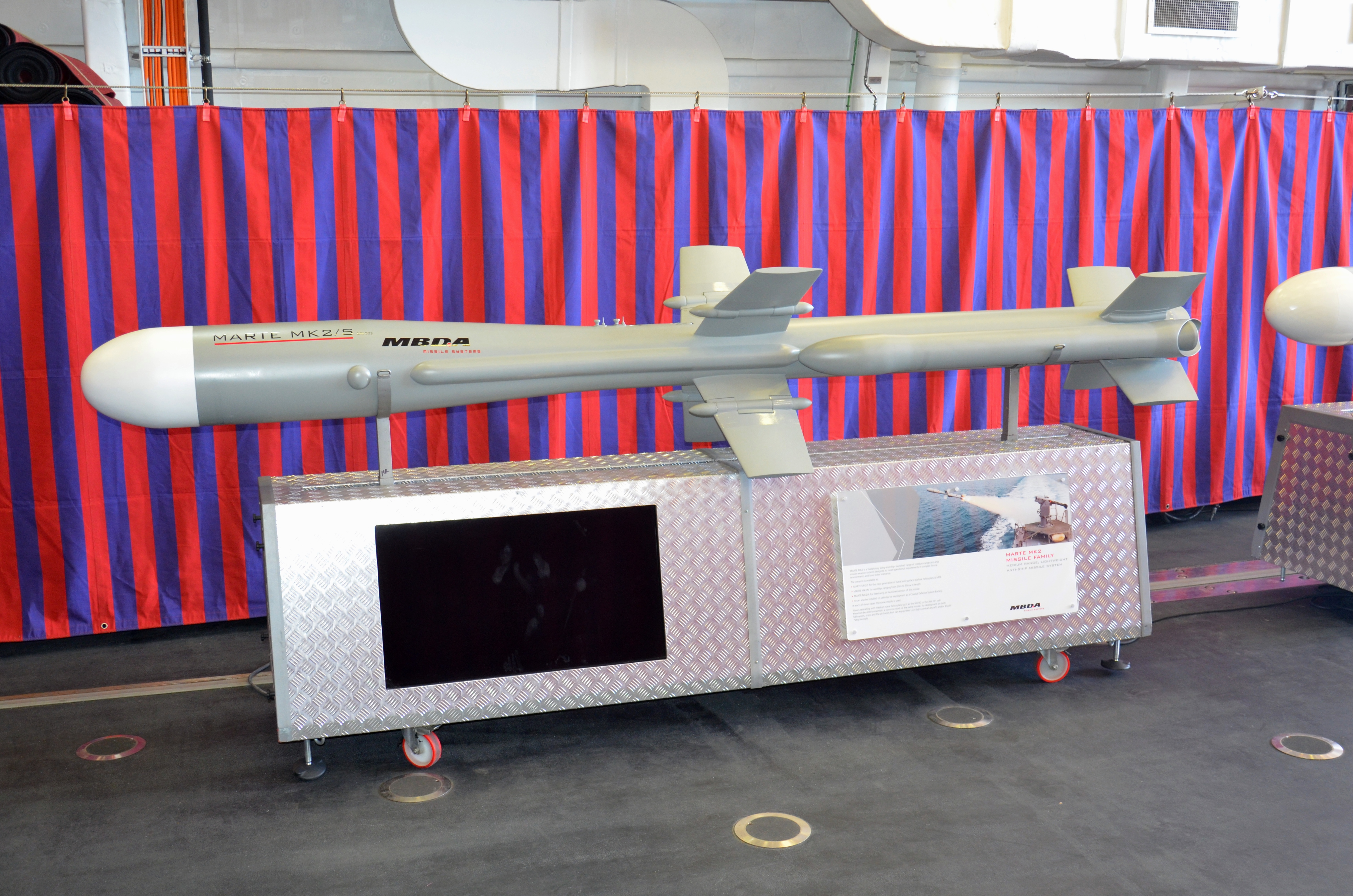
Marte 2

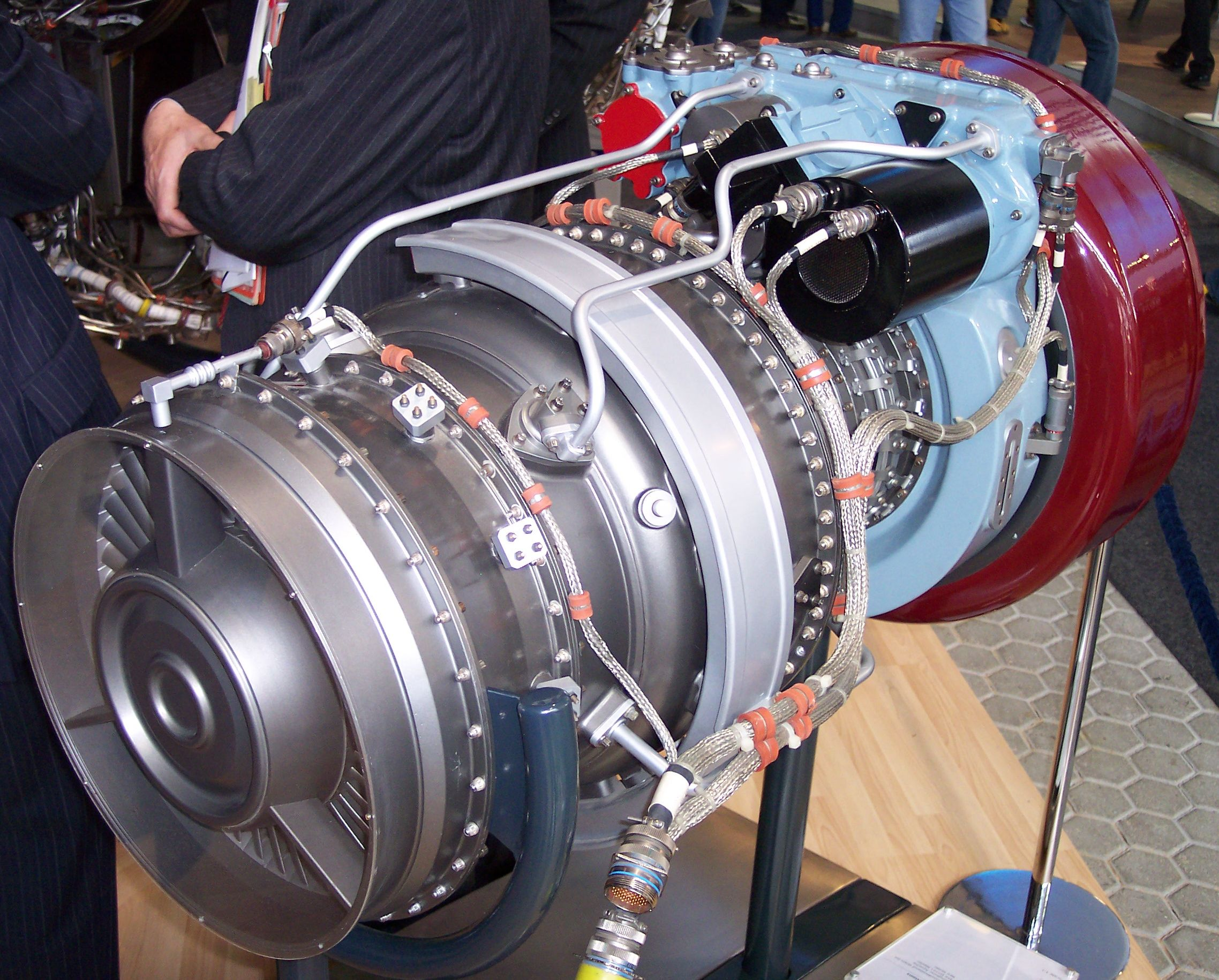
RTM322

| Sistema                          | País           | Fabricante                  | Notas                         |
| -------------------------------- | -------------- | --------------------------- | ----------------------------- |
| Ametralladora (opción)           | Bélgica        | FN Herstal                  | 3 × FN MAG de 7,62 mm         |
| Ametralladora (opción)           | Estados Unidos | Dillon Aero                 | 3 × M134D rotativo de 7,62 mm |
| Ametralladora (opción)           | Bélgica        | FN Herstal                  | 3 × M3M de 12,7 mm            |
| Carga de profundidad Mk 11 Mod.3 | Reino Unido    | BAE Systems                 |                               |
| Torpedo A244/S                   | Italia         | Whitehead Sistemi Subacquei |                               |
| Torpedo Mark 46                  | Estados Unidos | Alliant Techsystems         |                               |
| Torpedo Stingray                 | Reino Unido    | BAE Systems                 |                               |
| Misil antibuque Marte 2          | Italia         | MBDA Italia                 |                               |

### Propulsión
| Sistema        | País           | Fabricante       | Notas                            |
| -------------- | -------------- | ---------------- | -------------------------------- |
| Motor (opción) | Francia        | Turbomeca        | 3 x Rolls-Royce Turbomeca RTM322 |
| Motor (opción) | Estados Unidos | General Electric | 3 × CT7                          |

## Variantes
Modelo 110
Versión ASW/ASuW para la Armada de Italia, ocho (8) fabricados.
Modelo 111
Variante ASW/ASuW para la Real Armada Británica (Royal Navy), designado como Merlin HM1 por el propio cliente, cuarenta y cuatro (44) producidos.
Modelo 112
Versión de alerta temprana para la Marina italiana, cuatro (4) construidos.
Modelo 300
Prototipo italiano de transporte civil de pasajeros, sólo uno (1) fabricado.
Modelo 410
Variante de transporte para la Armada Italiana: ocho (8) producidos.
Modelo 411
Versión de transporte parea la Real Armada Británica, designado como Merlin HC3 por el propio cliente: veintidós (22) construidos.
Modelo 500
Prototipo utilitario con una rampa trasera, dos (2) fabricados.
Modelo 510
Variante de transporte civil; dos producidos.
Modelo 511
Versión de búsqueda y rescate (SAR) para las fuerzas canadienses, designado CH-149 Cormorant por el propio comprador, quince (15) construidos.
Modelo 512
Variante SAR y de transporte para la Real Fuerza Aérea Danesa, catorce (14) fabricados.
Modelo 514
Versión para los servicios SAR civiles de la Fuerza Aérea de Portugal, seis producidos.
Modelo 515
Variante para la protección de las pesqueras por parte de la FAP, dos construidos.
Modelo 516
Para los servicios militares de búsqueda y salvamento (SAR) de la Fuerza Aérea Portuguesa, cuatro (4) fabricados.
Modelo 518
Para el transporte y barrido de minas por parte de las Fuerza Marítima de Autodefensa de Japón, dos producidos.
Modelo 519
Versión de transporte, con la denominación de VH-71 Kestrel), para el Cuerpo de Marines de los Estados Unidos, cinco (5) construidos.
Merlin HM.1
Designación de la Marina Real Británica (Royal Navy) para el modelo 111.
Merlin HC.3
Denominación de la Real Fuerza Aérea Británica (Royal Air Force, RAF) para el modelo 411.
Merlin HC.3A
Designación de la RAF para seis anteriores AW101 (del modelo 512) de la Real Fuerza Aérea Danesa modificados y adaptados a los estándares británicos.
CH-148 Petrel
Treinta y tres aeronaves originalmente ordenadas por las Fuerzas canadienses, luego reducido a 28 y más tarde cancelado.
CH-149 Cormorant
Designación de las Fuerzas Canadienses para el modelo 511 de búsqueda y salvamento (14 en servicio).
VH-71 Kestrel
Variante para los Marines, propuesta para reemplazar al helicóptero presidencial estadounidense Marine One. Dos de ellos se hallan en etapa de pruebas. No obstante, en abril de 2009, se propuso su eliminación del presupuesto de defensa de los EE. UU., con juntamente con otros programas relacionados con este tipo de aeronaves.

## Usuarios

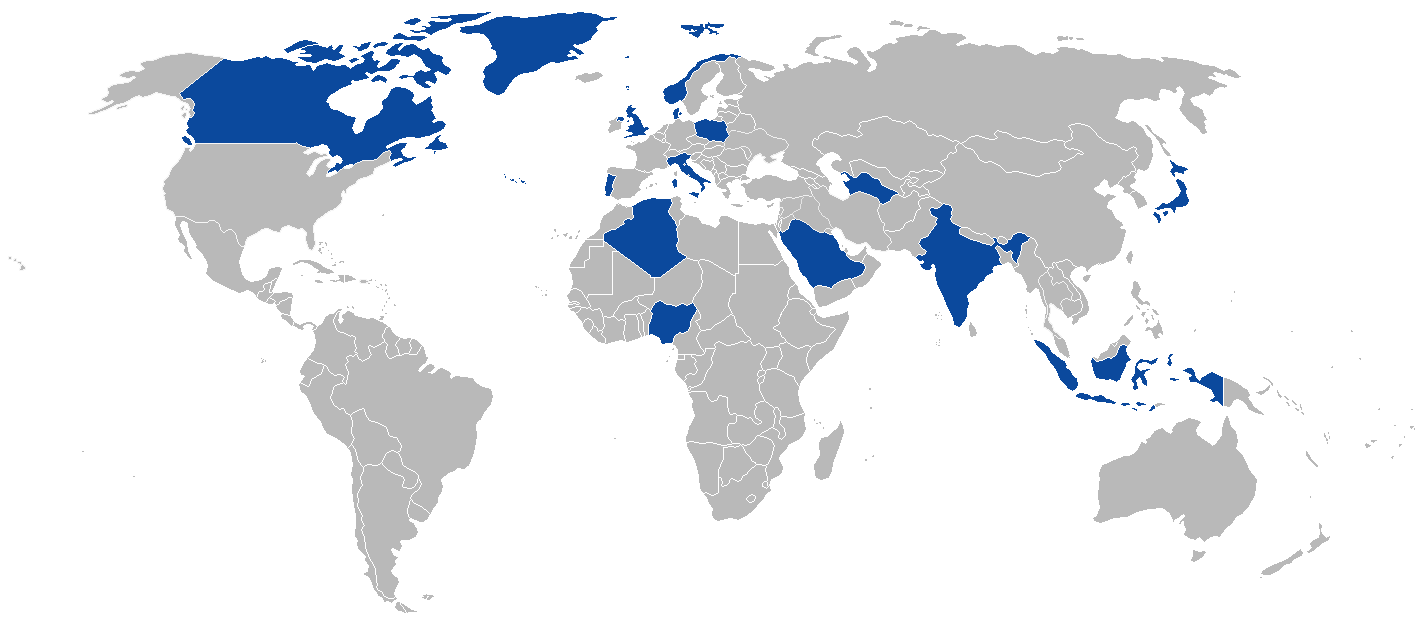
Operadores del AW101

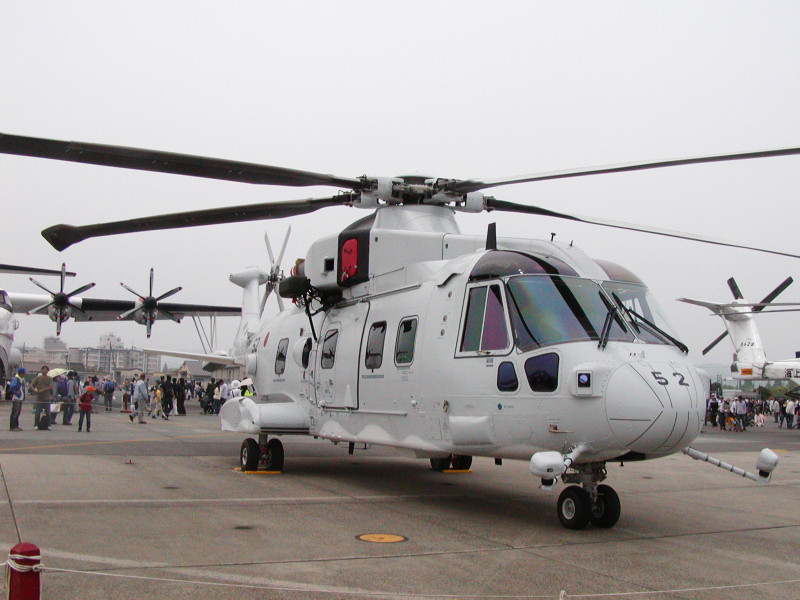
Un MCH-101 japonés.

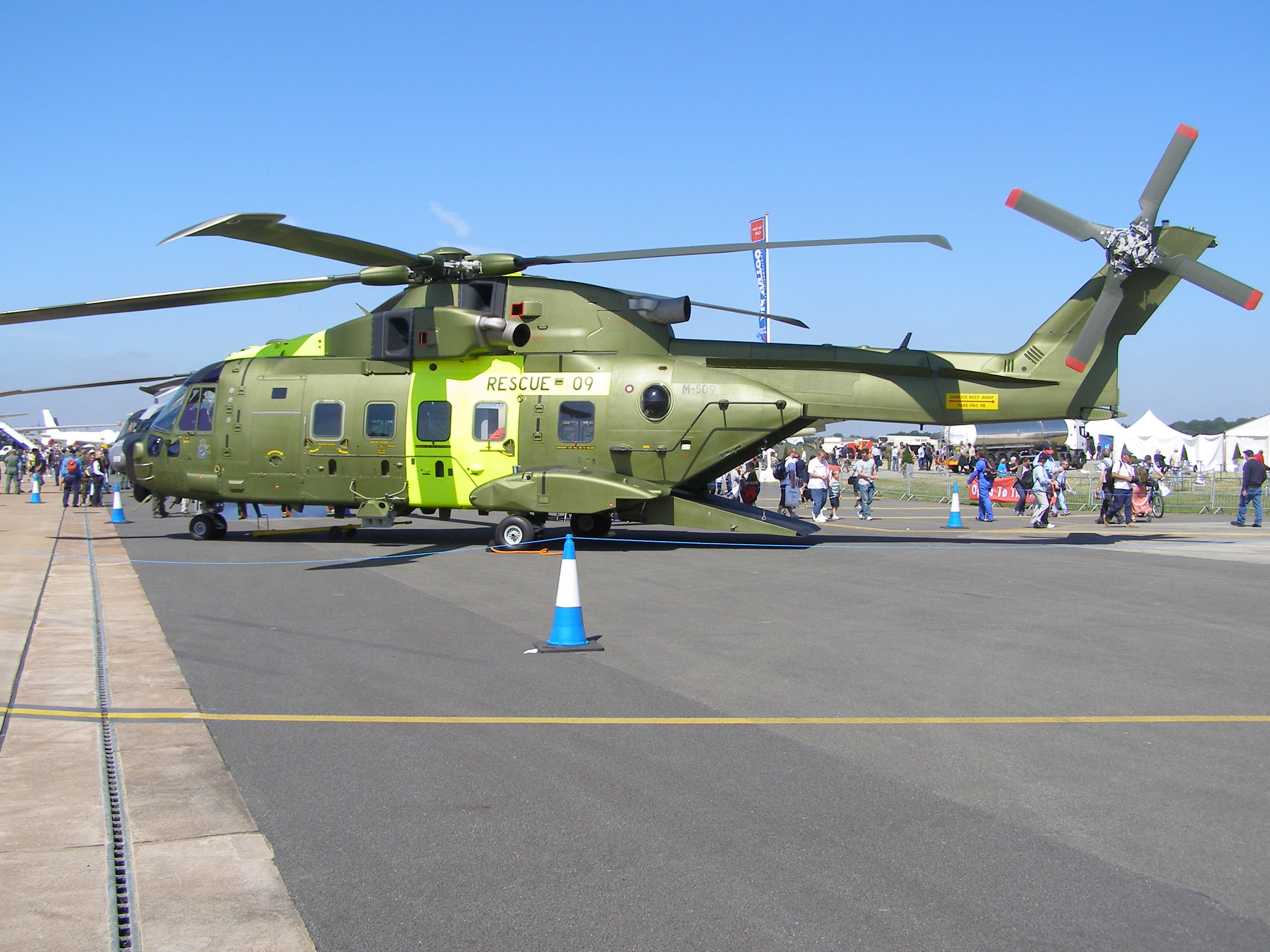
El EH101 Rescue 09 de búsqueda y rescate (Search and Rescue) de la Real Fuerza Aérea Danesa.

### Militares
Arabia Saudita
- Fuerza Aérea Saudí[11][12]

 Argelia
- Armada Nacional de Argelia[13]
- Fuerza Aérea de Argelia[14]

 Canadá
- Real Fuerza Aérea Canadiense[13]

 Dinamarca
- Real Fuerza Aérea Danesa[13]

 India
- Fuerza Aérea India[15]

 Indonesia
- Fuerza Aérea de Indonesia[13]

 Italia
- Armada Italiana[13]
- Fuerza Aérea Italiana[16]

 Japón
- Fuerza Marítima de Autodefensa de Japón[13]

 Nigeria
- Fuerza Aérea Nigeriana[17][18]

 Noruega
- Fuerza Aérea Noruega[13]

 Polonia
- Armada Polaca[19]

 Portugal
- Fuerza Aérea Portuguesa[13]

 Reino Unido
- Royal Navy[13]

 Turkmenistán
- Fuerza Aérea de Turkmenistán[20]

### Civiles
Japón

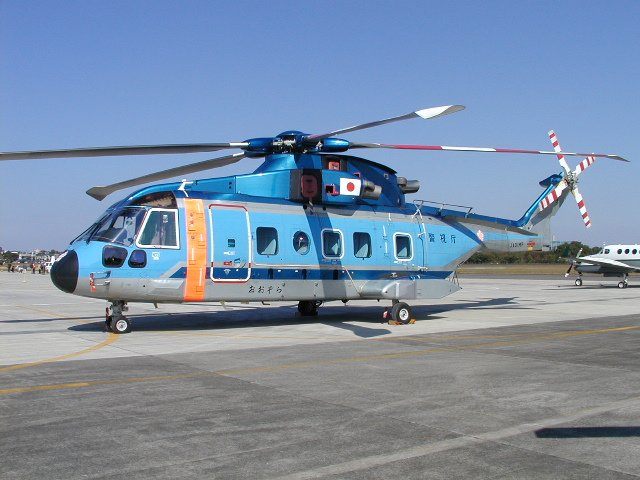
AgustaWestland EH101 del Departamento de la Policía Metropolitana de la capital japonesa de Tokio.

- Departamento de Policía Metropolitana de Tokio: se convirtió en el primer usuario civil del EH101 cuando adquirió un único ejemplar en 1998.[21]

### Antiguos operadores
Reino Unido
- Royal Air Force[13]

## Historia operacional

### Marina Real Británica
La orden final de la Royal Navy fue por cuarenta y cuatro (44) helicópteros de la variante ASW, originalmente designadas Merlin HAS.1 pero pronto renombradas a Merlin HM1. El primer Merlin de prueba completamente operacional fue entregado el 17 de mayo de 1997, y entró definitivamente en servicio el 2 de junio de 2002.
Para fines de 2002 ya todas las aeronaves habían sido entregadas por el fabricante, las cuales son operadas por cuatro escuadrones de la Fleet Air Arm, todos ellos basados en la base RNAS (Royal Navy Air Service) Culdrose, cita en Cornwall: los NAS 814, 820, 824 y 829. El escuadrón 700 NAS fue la unidad Merlin de evaluación operacional entre 2000 y 2008.

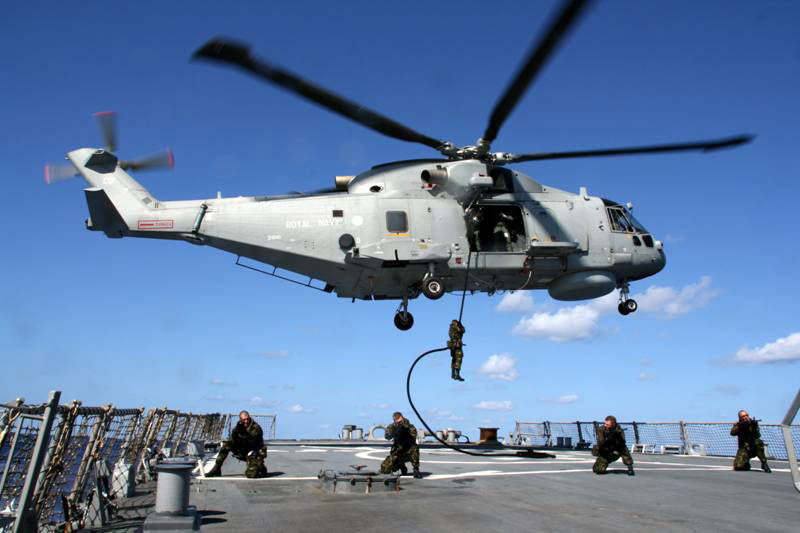
Un Merlin HM1 despegando desde el buque HMS Monmouth de la Real Armada Británica.

En marzo de 2004, los Merlins de la Royal Navy fueron mantenidos momentáneamente en tierra, luego de un incidente en la RNAS Culdrose, en el que falló el rotor de cola de uno de ellos. Las investigaciones posteriores revelaron que el serio problema se debió a defectos en la construcción del núcleo (hub) del rotor menor, lo cual derivó en la pérdida de estabilidad de la aeronave. Los vuelos recién fueron reanudados el año siguiente posterior a las mejoras sobre el desperfecto detectado.
El Merlin HM1 ha sido autorizado para operar desde los portaaviones de la Royal Navy, los buques de asalto anfibio, las fragatas del Tipo 23, además de algunos barcos auxiliares de la flota británica (Royal Fleet Auxiliary, RFA), incluyendo los de la clase Fort Victoria (A387). También se planea que equipe a los futuros destructores Type 45.
También se está implementando un programa (denominado Capability Sustainment Programme) para actualizar 30 de las aeronaves al nuevo estándar Merlin HM2. Incluirá un nuevo sistema de guía de misiones, además de una nueva cabina digital. Se había planeado originalmente incluir los 8 armazones (airframes) del fuselaje restantes, pero esto ha sido momentáneamente dejado de lado debido a razones financieras, a la vez que está buscando un rol alternativo para esas aeronaves.
El Reino Unido está considerando utilizar los Merlin como un reemplazo futuro para los clásicos Westland Sea King ASaC7 en el rol de aeronave de alerta temprana (Airborne Early Warning, AEW).
Los Merlins de la Real Armada Británica Royal Navy ya han visto la acción en cercanías de las dependencias británicas en el Mar Caribe, en la lucha contra en tráfico de drogas y en la realización de tareas de apoyo relacionadas con los huracanes. También han tenido participación activa en Irak, proveyendo de apoyo a las fuerzas británicas (y de la coalición) en tierra, además de haber realizado tareas de patrullaje marítimo en la región del Golfo Pérsico.

### Real Fuerza Aérea Británica

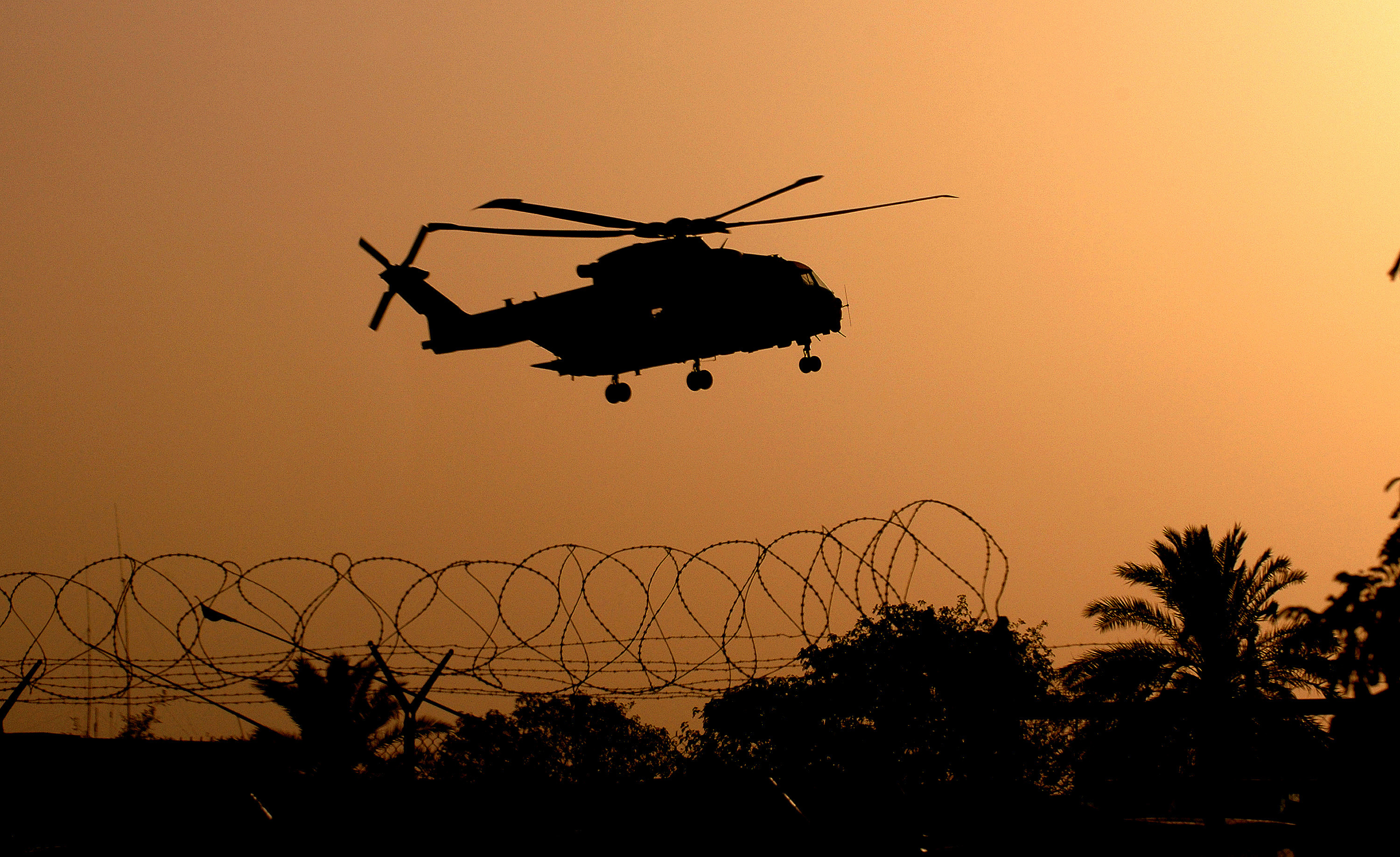
Un Merlin británico en Irak durante 2005.

La RAF ordenó 22 helicópteros de transporte, designados Merlin HC3, los primeros de los cuales entraron en servicio en el escuadrón N°28 de la misma -basado en la Base de Benson-, en enero de 2001. El modelo está equipado con los tanques de combustible adicionales y es asimismo capaz de ser reabastecido en vuelo; sin embargo, debido a la falta de aeronaves de reabastecimiento británicas adecuadas (las cuales deben ser lentos aviones de alas fijas y no jets como los Boeing KC-135 Stratotanker o los McDonnell Douglas KC-10 Extender), esta interesante característica adicional de los AW101 es solamente nominal por el momento. También difiere de la versión para la Royal Navy en que tiene un tren de aterrizaje principal de dos ruedas por bogie, mientras que la variante de la RN sólo tiene una rueda a cada lado del mismo. Su primer despliegue operacional tuvo lugar en la región de los Balcanes a comienzos de 2003. Luego fueron desplegados en el sur de Irak, en cercanías de la ciudad de Basora -como parte de la denominada Operación Telic- hasta el retiro de las fuerzas armadas británicas de aquel país, el cual tuvo lugar en abril de 2009.
Para aliviar el entonces déficit de helicópteros militares operacionales, en 2007 el Ministerio de Defensa británico (Ministry of Defence, MoD) decidió adquirir seis Merlin a Dinamarca. Estos fueron entregados a la RAF con la denominación Merlin HC3A. Como parte del trato, el MoD ordenó a AgustaWestland seis helicópteros AW101 nuevos para la Real Fuerza Aérea Danesa.
En diciembre de 2007 se formó un segundo escuadrón de Merlin (cuyo número es 78) en la Base aérea británica de Benson. Se ha informado que seis Merlins Mk3s serán enviados a la Provincia de Helmand, Afganistán en diciembre de 2009. Sin embargo, su eventual despliegue en territorio afgano ya ha sido criticado debido a que se alega que las aeronaves no dispondrán de un adecuado blindaje de kevlar.

### Marina Militar de Italia

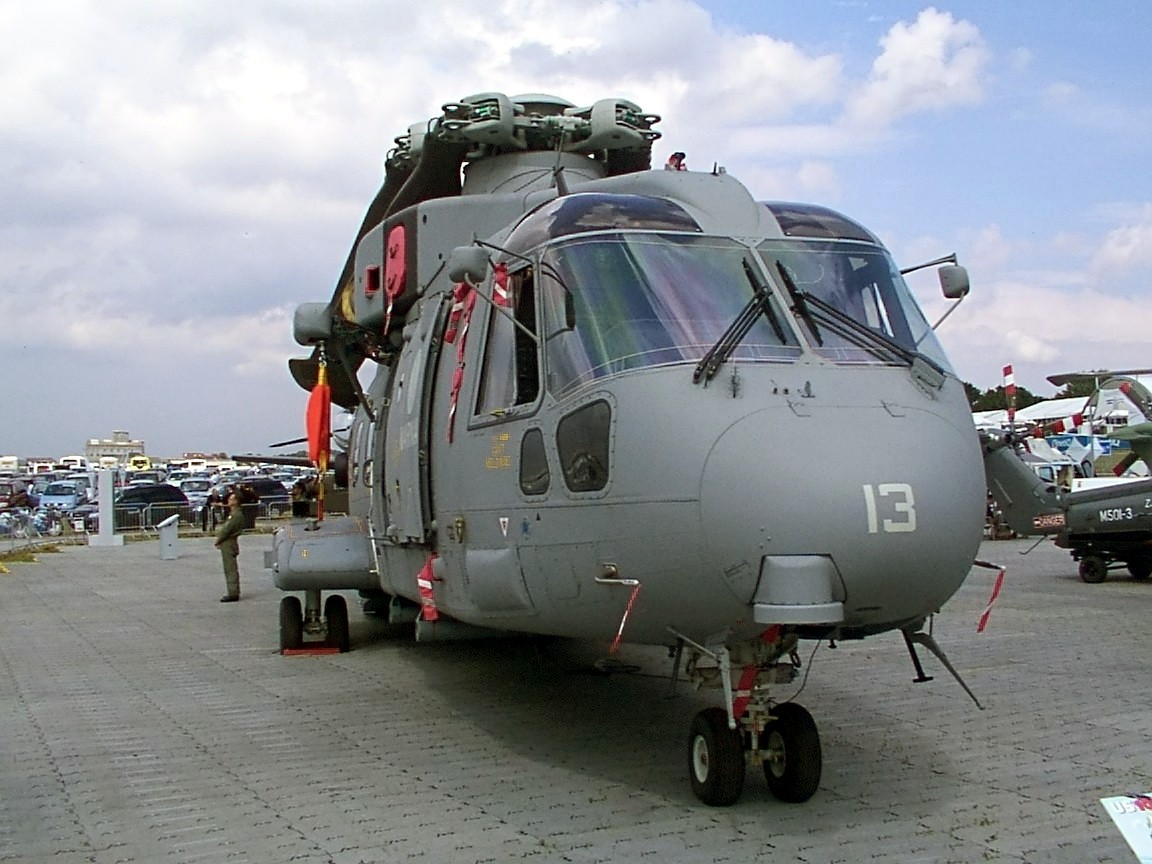
Un AW101 (de la variante ASW) de la Armada de Italia en 2004, embarcado y con las cinco aspas de su rotor principal plegadas.

En 1997, el gobierno italiano ordenó 20 helicópteros EH101 para la Marina Militar del país, con la posibilidad de adquirir cuatro más opcionales, según el siguiente desglose de variantes:
- 8 helicópteros para el combate antisuperficie y antisubmarino (ASW, Anti-Submarine Warfare)
- 4 (+2) de alerta temprana (AEW)
- 4 aeronaves utilitarias
- 4 (+2) helicópteros de apoyo anfibio

El primer helicóptero EH101 de producción para la Armada Italiana (de matrícula MM81480) voló por primera vez el 4 de octubre de 1999 y fue oficialmente presentado a la prensa especializada el 6 de diciembre de ese mismo año, en la fábrica de la entonces Agusta. Las entregas a la Armada Italiana comenzaron en 2001 y fueron completadas en 2006. Los EH101s operan desde grandes unidades de superficie , portaviones y buques de asalto anfibio.

### Real Fuerza Aérea Danesa

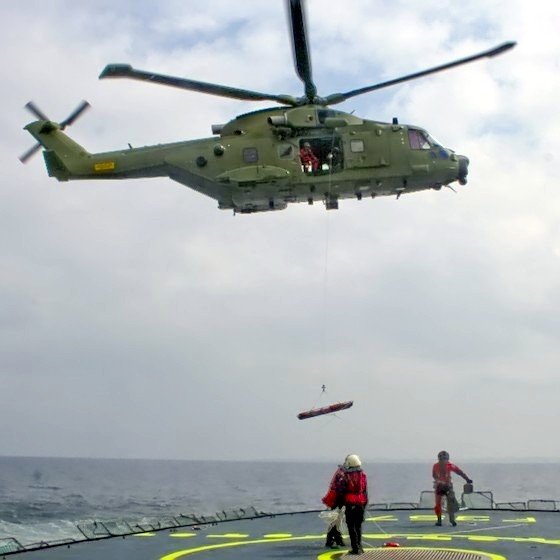
Un AW101 de la Real Fuerza Aérea Danesa elevándose desde la cubierta de un buque.

En 2001, la Real Fuerza Aérea Danesa anunció la compra de ocho EH101s para realizar tareas de búsqueda y salvamento, y de seis más para el transporte táctico de tropas. El último de esos catorce EH101s fue entregado el 1 de marzo de 2007 y el primero de los destinados a las misiones SAR ya era plenamente operacional desde fines de abril de ese año. Los he Danish Mk 512s daneses tienen un peso máximo al despegue (MTOW) del orden de los 15.600 kg. No obstante, ese mismo 2007, el Ministerio de Defensa británico decidió adquirir los seis EH101 daneses para el transporte de tropas, para aliviar el entonces déficit de helicópteros militares operacionales en el Reino Unido. A cambio, los británicos han ordenado seis nuevos helicópteros a AgustaWestland para la Fuerza Aérea Danesa.
El 28 de enero de 2008, un AW101 danés sufrió la rotura del eje de transmisión de un motor hacia la caja de engranajes, por lo que tuvo que realizar un aterrizaje de emergencia en el aeropuerto de Billund. Luego de este incidente la flota danesa de EW101s fue mantenida en tierra como medida precautoria. El incidente en cuestión provocó un debate nacional acerca del futuro del EH101 en los servicios de la Real Fuerza Aérea Danesa y respecto de si tenía sentido adquirir diferentes helicópteros de ese modelo, teniendo en cuenta su poca disponibilidad y los problemas mecánicos que hasta ese momento había tenido (en particular, relacionados con su rotor de cola. Por su parte el fabricante AgustaWestland, culpó a los daneses por haber ordenado muy tardíamente los repuestos y por no haber tenido personal suficiente para realizarles un correcto servicio a los helicópteros.
En abril de ese año, la RDAF informó de considerables mejoras en la disponibilidad operacional (de más del 50%), citando un mejor servicio de parte de AgustaWestland, en particular la rápida entrega de las partes de repuesto, así como también una mejor capacitación de las tripulaciones de tierra[cita requerida] encargadas de realizar las tareas de mantenimiento de las aeronaves.

### Noruega
El AW101 es un candidato para ser el futuro helicóptero noruego de búsqueda y rescate para todo clima (Norwegian All Weather Search and Rescue Helicopter, NAWSARH), el cual se planea que en 2015 reemplace a los ya clásicos Westland Sea King Mk.43B de la Real Fuerza Aérea Noruega. Los otros candidatos para el contrato NAWSARH de 10-12 aeronaves son el convertiplano Bell Boeing V-22 Osprey, y los helicópteros convencionales el Eurocopter EC 225, NHIndustries NH-90 y Sikorsky S-92.

### Fuerza Aérea de Portugal
La Fuerza Aérea de Portugal ha estado operando Merlins desde el 24 de febrero de 2005, en operaciones de transporte, búsqueda y rescate (SAR, search and rescue), vigilancia de flotas pesqueras y misiones de supervisión marítima. Las 12 aeronaves, en sus tres versiones, gradualmente fueron reemplazando a los Aérospatiale SA 330 Puma en esos roles específicos. Los Merlins portugueses están pintados en un tradicional color verde-marrón de camuflaje. El principal cometido de ellos es la realización de tareas SAR de búsqueda y salvamento en el litoral marítimo del país. Los EH-101 portugueses realizan constantes vuelos de alerta desde tres bases: Montijo (en cercanías de Lisboa), el campo aéreo de Lajes (en las islas Azores) y desde la pequeña isla de Porto Santo.

### Fuerza Marítima de Autodefensa de Japón
La Fuerza Marítima de Autodefensa de Japón ordenó 14 aeronaves en 2003, para ser usadas en los roles de transporte y de detección de minas (Mine Counter-Measures, MCM). Los AgustaWestland MCH-101 y CH-101 reemplazarán a los aún más grandes helicópteros estadounidenses S-80-M-1 (MH-53E) en las tareas de MCM, y a los S-61 en las tareas de apoyo para las expediciones japoneses a la Antártida.

### Argelia
En noviembre de 2007, el gobierno de la nación norteafricana de Argelia firmó un contrato por la adquisición de seis AW101. El primero de los helicóptero sería entregado durante 2009, con la posibilidad de adquirir algunas aeronaves adicionales en un futuro.

### Arabia Saudita
A mediados de 2008 fue revelado que un cliente árabe saudita había ordenado dos VVIP AW101s.

### India
El gobierno de la India planea ordenar 12 (doce) helicópteros AW-101 para su uso oficial por parte de diversos funcionarios, entre ellos el primer ministro y el presidente de ese país. El AW-101 fue finalmente seleccionado, luego de haber competido, durante 2008, contra el estadounidense Sikorsky S-92 Superhawk en diversas pruebas de campo. Uno de los requerimientos particulares fue el helicóptero fuese lo suficientemente grande como para tener una cola elevada, para así permitirles a los automóviles acercarse sin problemas a la escalerilla trasera de la aeronave y tener una menor exposición a eventuales amenazas.

### Estados Unidos
El Cuerpo de Marines de los Estados Unidos tiene dos helicópteros AW101 VH-71, originalmente concebidos para reemplazar a los ya clásicos Sikorsky Marine One de transporte presidencial. Aunque por ahora, según una decisión oficial adoptada el 6 de abril de 2009, el programa ha sido momentáneamente cancelado debido a problemas de presupuesto.

## Accidentes e incidentes notables
Cinco Merlins han sido destruidos y uno dañado en diversos accidentes, tres de los cuales lo fueron debido a serios problemas derivados de la ruptura del núcleo (hub) del rotor de cola.
- El 21 de enero de 1993, un Merlin italiano de código PP2 (MMX600) que aún se encontraba en etapa de desarrollo se estrelló en cercanías del aeródromo de Novara-Cameri, luego de que súbitamente se detuviese el rotor trasero en pleno vuelo. Las cuatro personas a bordo murieron.

- El 17 de abril de 1995, un Merlin PP4 (ZF644) de desarrollo sufrió un accidente cerca de Yarcombe, condado de Dorset, Inglaterra.

- El 20 de agosto de 1996, un Merlin italiano de desarrollo, de código PP7 (I-HIOI) resultó dañado en un accidente cuando se dio vuelta luego de que su rotor de cola fallase durante la etapa de aterrizaje. El helicóptero pudo ser reparado.[38]

- El 27 de octubre de 2000, un Merlin de la Real Armada Británica (Royal Navy) de matrícula ZH844 cayó cerca de la isla de Skye (Escocia), luego de que un fuego iniciado por el fluido hidráulico causado por la activación parcial del freno de las aspas del rotor de helicóptero.

- El 30 de marzo de 2004, un Merlin de la Real Armada Británica -de código ZH859- se estrelló debido a una ruptura del núcleo (hub) del rotor de cola.

- En junio de 2007, durante un espectáculo aéreo (airshow) en la ciudad irlandesa de Galway, una puerta se desprendió de un Merlin de la RAF que estaba realizando un vuelo estacionario de demostración, hiriendo a tres personas de entre los espectadores.[39]

Los investigadores de la Air Accident Investigation Unit posteriormente concluyeron que "...un(os) miembro(s) del público habían forzado la manilla de una puerta de emergencia, mientras que el helicóptero aún se encontraba en exhibición estática en el parque [aeronáutico]”.
- El 15 de noviembre de 2007, durante una evacuación médica de la isla San Jorge (São Jorge), en el archipiélago portugués de las Azores, un Merlin de la Fuerza Aérea causó heridas a cinco personas cuando súbita e inesperadamente se elevó aproximadamente un metro en medio de unos procedimientos de embarcado. No obstante, el piloto rápidamente logró recuperar el control del helicóptero, minimizando los daños y evitando que el incidente pudiese pasar a mayores.

De acuerdo al portavoz de la Fuerza Aérea, esta clase de incidente es inaudita.

## Especificaciones
Referencia datos: 

### Características generales
- Tripulación: 5 (un piloto, un copiloto, un observador y dos operadores del sistema de misión)
- Capacidad: 

  - 24 soldados sentados o
  - 45 soldados de pie o
  - 16 camillas con médicos
- Longitud: 22,81 m (74 pies 10 pulgadas)
- Diámetro rotor principal: 18.60 m
- Diámetro rotor cola: 4.0 m
- Envergadura: 18,59 m (61 pies)
- Altura: 6,65 m (21 pies 10 pulgadas)
- Peso vacío: 10.500 kg (23.150 libras)
- Peso útil: 5.443 kg (12.000 libras)
- Peso máximo al despegue: 15.600 kg (32.188 libras)
- Planta motriz: 3× turboejes Rolls-Royce Turbomeca RTM322-02 o General Electric T700-T6A.
  - Potencia: 1375 kW (1896 HP; 1870 CV) (1567 kW en despegue) o 1.327 kW (1.491 kW en despegue) cada uno.

### Rendimiento
- Velocidad nunca excedida (Vne): 309 km/h 167 nudos, 192 mph
- Velocidad crucero (Vc): 278km/h 150 nudos
- Radio de acción: 1.389 km 750 mn, 863 mi
- Techo de vuelo: 4.575 m 15.000 pies
- Régimen de ascenso: 10,2 m/s 2.000 pies/min
- Carga del rotor: 53,8 kg/m² 11.01 lb/pies²
- Potencia/peso: 284.9 W/kg (0.174 shp/lb)

### Armamento
- Armas de proyectiles: 5 × ametralladoras de uso general
- Puntos de anclaje: Puntos de anclaje con una capacidad de 960 kg (2.116 libras), para cargar una combinación de:   
  - Cohetes: 

    - Cohetes

  - Misiles: 

    - Hasta 2 misiles antibuque

  - Otros: 

    - Hasta 4 torpedos
    - Cargas de profundidad

### Desarrollos relacionados
- CH-149 Cormorant
- VH-71 Kestrel

### Aeronaves similares
- Avicopter AC313
- Eurocopter EC725 Super Cougar
- NHI NH90
- Sikorsky S-92
- Mil Mi-17